# Delavaya
Delavaya é um género botânico pertencente à família Sapindaceae.